# Ат-Тауба
Сура Ат-Тауба (на арабски: سورة التوبة), „Покаянието“ (също назовавана и Ал-Бара, „Ултиматумът“ в някои хадиси), е деветата сура от Корана и се състои от 129 аята. Сурата е низпослана в Медина с изключение на последните два аята, които са низпослани в Мека.

## Относно
Тази сура върви заедно в комплект с предната сура Ал-Анфал. Тя е единствената сура, която не започва с думите „В името на Аллах, Всемилостивия, Милосърдния!“. Това е накарало някои учени да смятат, че сурата трябва да бъде слята с предишната. Все пак в Корана има 114 споменавания на този израз: в сура Ан-Намл този израз се споменава в началото и отново в 3-ти аят.